# Maria Teresa Rivero
Pour les articles homonymes, voir Rivero.
Maria Teresa Rivero Segalàs, née le 11 août 1967, est une femme politique espagnole membre de la Convergence démocratique de Catalogne (CDC).

## Biographie

### Vie privée
Elle est mariée et mère d'une fille.

### Profession
Elle est titulaire d'une licence de tourisme obtenue à l'université de Gérone.

### Activités politiques
Elle est conseillère municipale de Esterri d'Àneu de 2003 à 2011 et conseillère à la comarque Pallars Sobirà sur la même période.
Le 20 novembre 2011, elle est élue sénatrice pour Circonscription électorale de Lleida au Sénat et réélue en 2015 et 2016.